# 小行星5684
小行星5684（英語：5684 Kogo）是一颗围绕太阳公转的小行星。1990年10月21日，浦田武在清水町发现了此天体，以『平家物語』悲戀的小督（Kogo）命名。
这颗小行星的绝对星等为221.4654411502022等。